# Gerbillurus vallinus
Gerbillurus vallinus är en däggdjursart som först beskrevs av Thomas 1918.  Gerbillurus vallinus ingår i släktet Gerbillurus och familjen råttdjur. Inga underarter finns listade i Catalogue of Life.

## Utseende
Individerna är 96 till 110 mm långa (huvud och bål), har en 119 till 156 mm lång svans, en vikt av 30 till 43 g, 30 till 34 mm långa bakfötter och 14 till 16 mm stora öron. Pälsen är på ovansidan rödbrun till mörk gråbrun och undersidan inklusive hakan är täckt av vit päls. Huvudet kännetecknas av en spetsig nos och långa morrhår. En vit fläck framför och bakom varje öra är ibland otydlig. Gerbillurus vallinus har avrundade öron som är ljusare än ryggens päls. Fötternas sulor är delvis täckta av päls. Även svansen bär päls och en mörk längsgående strimma på ovansidan är synlig över minst halva längden. Typisk är en tofs av rödbruna till svarta hår vid svansspetsen. Honor har två spenar på bröstet och fyra vid ljumsken.
Populationen i södra Namibia med gråbrun päls listas ibland som underart Gerbillurus vallinus seeheimi. Den rödbruna populationen i resten av utbredningsområdet är i dessa avhandlingar nominatformen, Gerbillurus vallinus vallinus.

## Utbredning
Arten förekommer i södra Namibia och nordvästra Sydafrika. Den lever i halvöknar och i uttorkade flodbädd.

## Ekologi
Denna ökenråtta gräver komplexa underjordiska bon för att hålla samma temperatur och fuktighet under dagen. Boets sovrum fodras med små växtdelar. I nästet registrerades rester från födan i form av blad, frön och insektsskal. I boet lever flera exemplar av båda kön tillsammans. De kommunicerar med varandra med hjälp av läten och genom att trumma med bakfötterna på marken.
Honan föder upp till fem ungar per kull som är hjälplösa och nakna vid födelsen. De får sina första hår efter ungefär 12 dagar och ögonen öppnas efter 16 till 20 dagar. Efter 23 till 28 dagar slutar honan med digivning.

## Hot
Intensivt bruk av betesmarker påverkar beståndet i begränsade områden negativ. Hela populationen anses vara stabil. IUCN kategoriserar arten globalt som livskraftig.